# Maleimid
Maleimid ist eine chemische Verbindung. Es ist das Imid der Maleinsäure und damit der einfachste Vertreter der Stoffgruppe der Maleimide.

## Gewinnung und Darstellung
Die Darstellung von Maleimid  erfolgt meist durch Reaktion von Maleinsäureanhydrid mit Ammoniak und nachfolgender Wasserabspaltung.

## Eigenschaften
Maleimid ist ein brennbarer, schwer entzündbarer, kristalliner, beiger Feststoff, der löslich in Wasser ist.

## Verwendung
Maleimid und substituierte Derivate dienen sowohl als Photoinitiatoren als auch als monomere Ausgangsstoffe für anionische oder radikalische Homopolymerisationen und Copolymerisationen. Maleimid dient auch als Stabilisator in Kühlschmiermitteln.